# Fluormetán
A fluormetán, vagy más néven metil-fluorid, Freon 41, Halocarbon-41 vagy HFC-41 nem mérgező, cseppfolyósítható, gyúlékony, standard nyomáson és hőmérsékleten gáz halmazállapotú vegyület, mely szénből, hidrogénből és fluorból épül fel. A félvezető- és elektronikai iparban használják. Rádiófrekvenciás térben a fluormetán fluoridionokra disszociál, melyekkel a szilíciumfilmek szelektíven marathatók (reaktív ionmarás).
A C−F kötés kötési energiája 552 kJ/mol, a kötéshossz 0,139 nm (jellemzően 0,14 nm).
Fajlagos hőkapacitása 25 °C-on: Cp = 38,171 J·mol−1·K−1. A fluormetán kritikus pontja 44,9 °C (318,1 K) és 6,280 MPa. Globális felmelegedési potenciálja 150.

## Fordítás
Ez a szócikk részben vagy egészben a Fluormethane című angol Wikipédia-szócikk ezen változatának fordításán alapul.  Az eredeti cikk szerkesztőit annak laptörténete sorolja fel. Ez a jelzés csupán a megfogalmazás eredetét és a szerzői jogokat jelzi, nem szolgál a cikkben szereplő információk forrásmegjelöléseként.